# Andakatany
Andakatany est une commune rurale malgache située dans la partie centre-est de la région d'Amoron'i Mania qui est dans le district de Manandriana ,ayant deux carrières de mines :L'une a AMBATOVARAHANA et L'autre A VOHIMENA ,Limité  par la commune rurale AMBATOMARINA '(15 KM De SUD-EST) ET Commune rurale IHADILALANA (Environ de 15 KM NORD-EST).